# Иван Ванев
Иван Ванев е бургаски поет, по професия стругар в корабостроителния завод в Бургас.
През 1961 г. Ванев написва текста на известния шлагер „Бургаски вечери“. Музиката е на композитора Иван Коларов, а изпълнението – на група „Тоника“. За приноса си към града той е удостоен със званието почетен гражданин на Бургас.
Има тежко детство с баща с проблеми с алкохола. Става невъзможно да дозавърши висшето си образование и се препитава като обикновен работник. Като пенсионер живее в малък, двустаен апартамент в квартал „Славейков“ с жена си. Въпреки затрудненото положение не се оплаква и е оптимист за бъдещето.
Въпреки успеха на тази песен Ванев издава стиховете си, само в една малка книжка със същото заглавие. Не е създавал друг хит. Единствената публична поява на поета през 2007 г. е на Никулден, когато собственоръчно включва празничното осветление в града.
Умира на 25 декември 2007 г. – Коледа, на 69-годишна възраст.